# 피아 순드하게
피아 마리아네 순드하게(스웨덴어: Pia Mariane Sundhage, 1960년 2월 13일 ~ )는 스웨덴의 전직 여자 축구 선수 겸 현직 여자 축구 감독이다.

## 선수 경력
IFK 울리세함(IFK Ulricehamn) 청소년 클럽에서 선수 생활을 시작했다. 1978년부터 1996년에 현역 은퇴할 때까지 팔셰핑스 KIK(Falköpings KIK), 이텍스 BK(Jitex BK), 외스테르스 IF(Östers IF), SS 라치오(SS Lazio), 스타테나 IF(Stattena IF), 함마르뷔 IF DFF(Hammarby IF DFF) 소속으로 활동했으며 선수 시절에는 소속 팀들의 다말스벤스칸(Damallsvenskan, 스웨덴의 여자 축구 리그) 4회 우승, 여자 스벤스카 쿠펜(Svenska Cupen, 스웨덴의 축구 컵 대회) 4회 우승을 경험했다.
1975년부터 1996년까지 스웨덴 여자 축구 국가대표팀에서 뛰는 동안 146경기에 출전하여 71득점을 기록했고 1991년 FIFA 여자 월드컵, 1995년 FIFA 여자 월드컵, 1996년 애틀랜타 하계 올림픽에 참가했다.

## 감독 경력
1992년부터 1994년까지 함마르뷔 IF DFF에서 선수 겸 감독을 역임했으며 선수 생활에서 은퇴한 뒤부터 발렌투나 BK(Vallentuna BK, 1998년 ~ 1999년), AIK 폿볼 다메르(AIK Fotboll Damer, 2000년), 필라델피아 차지(Philadelphia Charge, 2001년 ~ 2002년)에서 코치를 역임했다.
2003년에는 미국 여자 프로 축구 리그(WUSA) 소속 클럽인 보스턴 브레이커스(Boston Breakers)에서 감독을 역임했고 2004년에는 노르웨이 톱세리엔 소속 여자 축구 클럽인 콜보튼 포트발(Kolbotn Fotball)에서 감독을 역임했다. 2005년부터 2006년까지 KIF 외레브로 DFF(KIF Örebro DFF)에서 감독을 역임했으며 2007년 중국 여자 축구 국가대표팀 코치를 맡았다.
2008년부터 2012년까지 미국 여자 축구 국가대표팀 감독을 역임하는 동안에는 미국의 2008년 베이징 하계 올림픽 여자 축구 금메달, 2011년 FIFA 여자 월드컵 준우승, 2012년 런던 하계 올림픽 여자 축구 금메달에 공헌했고 2012년 FIFA 올해의 여자 축구 감독으로 선정되었다.
2012년 12월 1일에는 스웨덴 여자 축구 국가대표팀 감독으로 취임했다. 2016년 리우데자네이루 하계 올림픽에서는 스웨덴의 올림픽 여자 축구 은메달에 공헌했고 UEFA 여자 유로 2017을 끝으로 스웨덴 여자 축구 국가대표팀 감독에서 물러나게 된다. 2019년에 브라질 여자 축구 국가대표팀의 감독으로 임명되어 2023년까지 역임했으며, 2024년에는 스위스 여자 축구 국가대표팀의 감독으로 임명되었다.

## 수상

### 선수
클럽
- UEFA 유럽 여자 축구 선수권 대회 1회 우승 (1984)
- 다말스벤스칸 4회 우승 (1979, 1981, 1984, 1989 (이텍스 BK))
- 여자 스벤스카 쿠펜 4회 우승 (1981, 1984 (이텍스 BK), 1994, 1995 (함마르뷔 IF))
- 알가르브컵 1회 우승 (1995)

스웨덴 여자 축구 대표팀
- UEFA 유럽 여자 축구 선수권 대회 1회 우승 (1984)

### 감독
미국 여자 축구 대표팀
- 알가르브컵 3회 우승 (2008, 2010, 2011)
- 2008년 베이징 하계 올림픽 여자 축구 금메달
- 2011년 FIFA 여자 월드컵 준우승
- 2012년 런던 하계 올림픽 여자 축구 금메달

스웨덴 여자 축구 대표팀
- 2016년 리우데자네이루 하계 올림픽 여자 축구 은메달

개인
- 2003년 미국 여자 프로 축구 리그(WUSA) 올해의 감독 선정
- 2012년 FIFA 올해의 여자 축구 감독 선정